# Правителство на Северна Македония (13)
Тринадесетото правителство на Северна Македония е правителство, което идва на власт след кризата в Северна Македония след изборите, проведени в периода 13 – 15 юли 2020 г. г. Лидерът на СДСМ Зоран Заев получава мандат за съставяне на правителство от президента Стево Пендаровски като представител на най-голямата партия от парламентарното мнозинство. На 30 август 2020 г. събранието на Северна Македония гласува правителството с 62 гласа „за“ и 51 „против“.

## Състав
Съставът на кабинета включва:
| министерство                                                                                            | име | име                | партия        |
| --- | --- | ------------------ | ------------- |
| министър-председател                                                                                    |     | Зоран Заев         | СДСМ          |
| заместник министър-председател, по политическата система и международните отношения                     |     | Артан Груби        | ДСИ           |
| заместник министър-председател, по борба против корупцията, за устойчивото развитие и човешките ресурси |     | Люпчо Николовски   | СДСМ          |
| заместник министър-председател, по икономическите въпроси                                               |     | Фатмир Битики      | СДСМ          |
| заместник министър-председател, по европейските въпроси                                                 |     | Никола Димитров    | СДСМ          |
| отбрана                                                                                                 |     | Радмила Шекеринска | СДСМ          |
| вътрешни работи                                                                                         |     | Оливер Спасовски   | СДСМ          |
| правосъдие                                                                                              |     | Боян Маричич       | СДСМ          |
| външни работи                                                                                           |     | Буяр Османи        | ДСИ           |
| финанси                                                                                                 |     | Фатмир Бесими      | ДСИ           |
| икономика                                                                                               |     | Крешник Бектеши    | ДСИ           |
| земеделие, гори и водно стопанство                                                                      |     | Арианит Ходжа      | Движение Беса |
| здравеопазване                                                                                          |     | Венко Филипче      | СДСМ          |
| образование и наука                                                                                     |     | Мила Царовска      | СДСМ          |
| труд и социална политика                                                                                |     | Ягода Шахпаска     | СДСМ          |
| местно самоуправление                                                                                   |     | Горан Милевски     | ЛДП           |
| култура                                                                                                 |     | Ирена Стефоска     | СДСМ          |
| информационно общество и администрация                                                                  |     | Йетон Шакири       | ДСИ           |
| транспорт и връзки                                                                                      |     | Благой Бочварски   | СДСМ          |
| околна среда и пространствено планиране                                                                 |     | Насер Нуредини     | ДСИ           |